# Kazuki Teshima
Kazuki Teshima (Fukuoka, 7 juni 1979) is een voormalig Japans voetballer.

## Carrière
Kazuki Teshima speelde tussen 1998 en 2009 voor Yokohama Flügels, Kyoto Sanga FC en Gamba Osaka.